# Labops burmeisteri
Labops burmeisteri är en insektsart som beskrevs av Carl Stål 1858. Labops burmeisteri ingår i släktet Labops och familjen ängsskinnbaggar. Inga underarter finns listade i Catalogue of Life.